# 辽宁省沈阳市中级人民法院
辽宁省沈阳市中级人民法院是中华人民共和国辽宁省沈阳市的中级人民法院，位于沈阳市沈河区市府大路268号，下辖15个基层法院，现有36个内设机构。现任院长为任延忠。

## 沿革
沈阳中院前身为成立于1948年11月20日的沈阳特别市人民法院；1949年5月1日，随着行政区划改革，法院改称“沈阳市人民法院”；1955年3月1日，因应四级二审制确立，法院改称“辽宁省沈阳市中级人民法院”。